# Lernaeodiscus bilobatus
Lernaeodiscus bilobatus is een krabbezakjessoort uit de familie van de Lernaeodiscidae. De wetenschappelijke naam van de soort is voor het eerst geldig gepubliceerd in 1925 door Boschma.